# Chileranthemum pyramidatum
Chileranthemum pyramidatum är en akantusväxtart som först beskrevs av Gustav Lindau, och fick sitt nu gällande namn av T.F. Daniel. Chileranthemum pyramidatum ingår i släktet Chileranthemum och familjen akantusväxter. Inga underarter finns listade i Catalogue of Life.